# Classe Gyurza-M
La classe Gyurza-M, selon la classification OTAN, est une série de canonnières blindées du Project 58155 Gyurza-M conçues par le Centre de recherche et de conception de la construction navale et en service dans la Marine ukrainienne.
Les deux premiers bâtiments ont été posés à l'usine de construction navale de Forge de Rybalski (anciennement Leninska Kuznya) en octobre 2012. À l'origine, il était prévu de construire neuf de ces navires d'ici 2017. En décembre 2013, le ministère de la Défense a annulé son contrat.

## Armement
L'armement de la canonnière se compose de deux modules de combat naval télécommandés BM-5M.01 "Katran-M" produits par SE "Nikolaev Repair and Mechanical Plant" , qui sont une variante du module de combat BM-3 "Assault" pour véhicules blindés. Chaque module Katran-M dispose d'un canon ZTM-1 de calibre 30 mm, d'un lance-grenades automatique KBA-117 de calibre 30 mm et d'une mitrailleuse CT calibre 7,62 mm, ainsi que de deux missiles anti-RPG Barrière avec un système de guidage laser. Le bateau est équipé d'un système de contrôle de tir optoélectronique et dispose également d'un ensemble pour missile surface-air. Il est possible d'installer d'autres modules de combat en fonction de l'objectif principal du bâtiment.

## Unités
| Nom          | N° coque    | Photo | Lancement        | Remarque                                                                             |
| ------------ | ----------- | ----- | ---------------- | ------------------------------------------------------------------------------------ |
| Akkerman     | P174 (U174) |       | 11 novembre 2015 | Base navale d'Odessa. Capturé lors de l'Invasion de l'Ukraine par la Russie en 2022. |
| Berdyansk    | P175 (U175) |       | 11 novembre 2015 | Rendu par les forces de sécurité russes le 18 novembre 2019                          |
| Nikopol      | P176 (U176) |       | 20 juin 2017     | Rendu par les forces de sécurité russes le 18 novembre 2019                          |
| Krementchouk | P177 (U177) |       | 30 juin 2017     | Rendu par les forces de sécurité russes le 18 novembre 2019                          |
| Loubny       | P178 (U178) |       | 29 juin 2017     | Base navale d'Azov                                                                   |
| Vychhorod    | P179 (U179) |       | 24 juin 2017     | Base navale d'Odessa. Capturé lors de l'Invasion de l'Ukraine par la Russie en 2022. |
| Kostopil     | P180 (180)  |       | 2 avril 2019     |                                                                                      |
| MBK-08       |             |       | en construction  |                                                                                      |
| MBK-09       |             |       | en construction  |                                                                                      |

## Incidents
Le 25 novembre 2018, deux canonnières ukrainiennes de la classe Gyurza-M , Berdyansk et Nikopol ont été saisies par la Marine russe. Ils ont été capturés alors qu'ils tentaient de traverser le détroit de Kertch en route vers la ville portuaire ukrainienne de Marioupol dans la mer d'Azov.   Au cours de l' incident, trois membres d'équipage ukrainiens ont été blessés . Les navires ont été restitués le 18 novembre 2019, mais l'Ukraine a accusé la Russie de les avoir rendus dans des conditions médiocres. Le gouvernement ukrainien est en train de déterminer quelles armes et quelles pièces doivent être remplacées et tentera de les récupérer auprès de la Russie .

## Galerie d'images

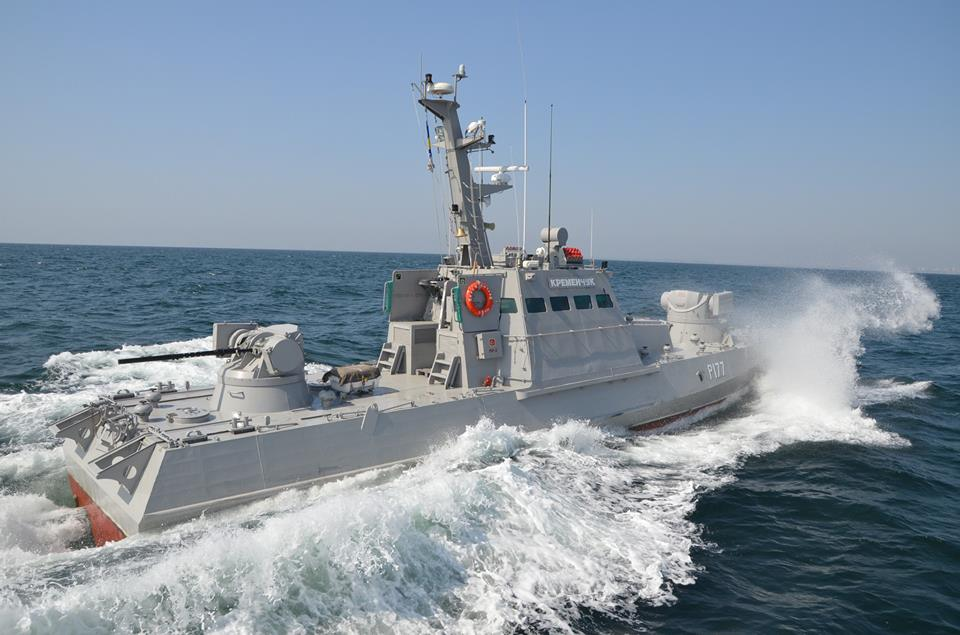
Kremenchuk
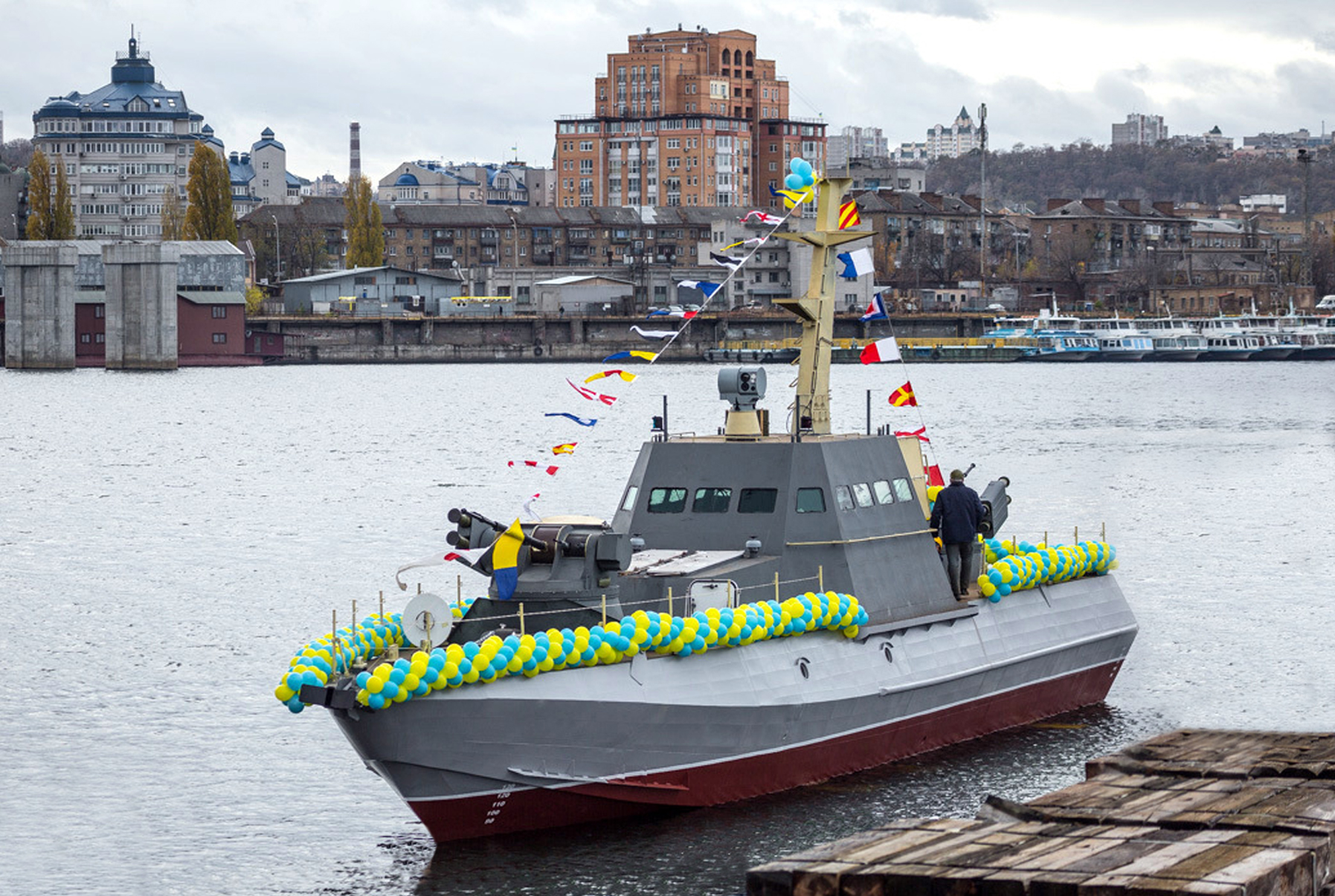
Classe Gyurza-M
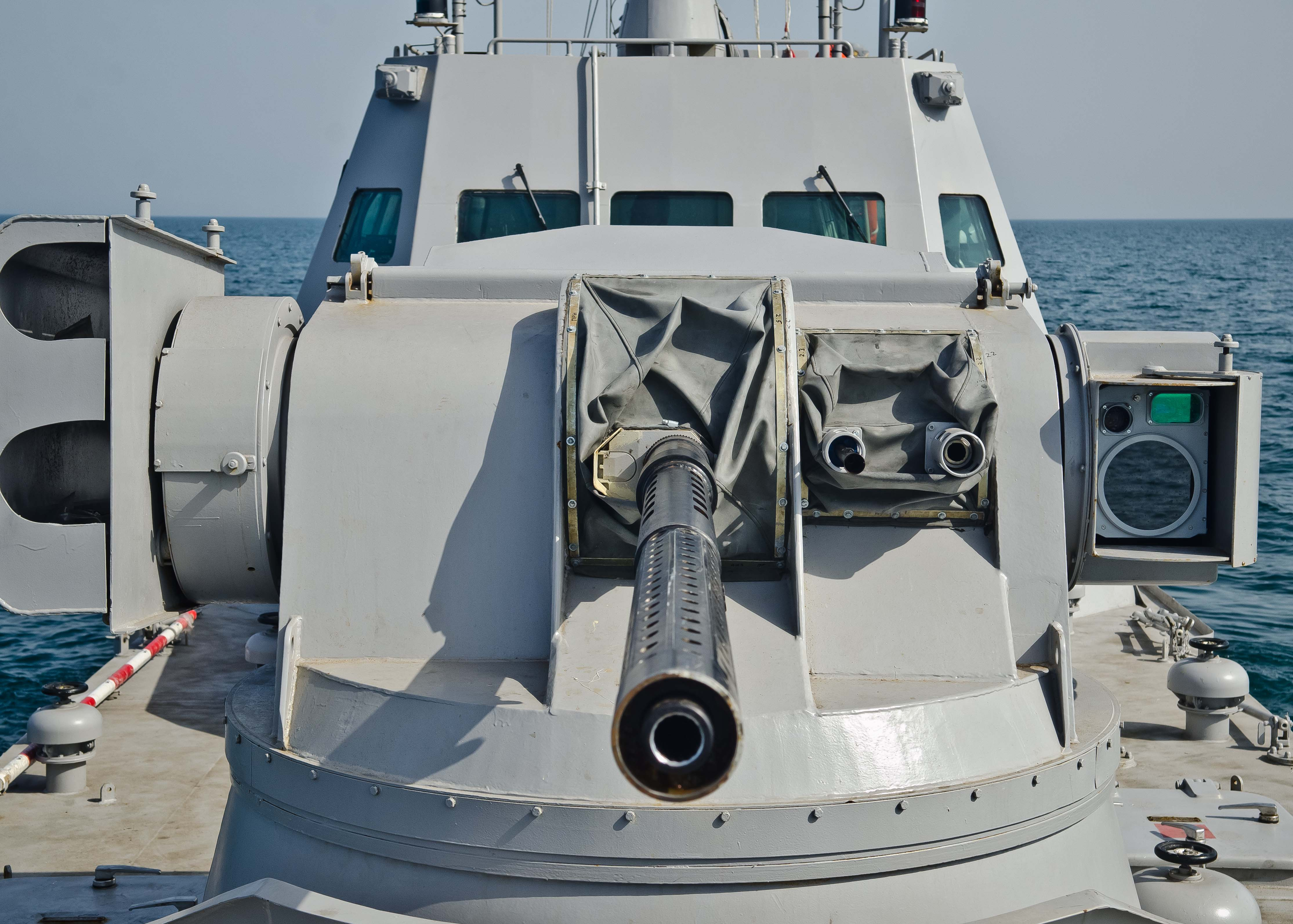
Canon Katran-M de 30 mm